# The History Press
The History Press és una editorial britànica fundada a Stroud i radicada a Cheltenham des del 2019, amb sucursals a Alemanya, Bèlgica França, Irlanda i els Estats Units. Establerta el 2007, se centra en la història local i especialista, com ara la història militar, la història de l'esport, la història del crim i la genealogia. És la principal editorial britànica del seu sector, amb més de 500 noves publicacions cada any.
Els seus orígens es remunten a l'NPI Media Group i diverses editorials més petites. Els seus segells editorials inclouen Spellmount, Pitkin, Phillimore, Tempus i The Mystery Press.